# Nikolsk (obwód wołogodzki)
Nikolsk – miasto w Rosji, w obwodzie wołogodzkim, 440 km na wschód od Wołogdy. W 2009 liczyło 8 425 mieszkańców.